# Xã Cleveland, Quận Elkhart, Indiana
Xã Cleveland (tiếng Anh: Cleveland Township) là một xã thuộc quận Elkhart, tiểu bang Indiana, Hoa Kỳ. Năm 2010, dân số của xã này là 11.158 người.